# She Shot Me Down
(Frank Sinatra su She Shot Me Down)
She Shot Me Down è un album del crooner statunitense Frank Sinatra, pubblicato nel 1981. Quando l'album venne registrato, Sinatra era sessantaseienne e la sua voce, a causa degli anni che passavano e alla sigaretta giornaliera che fumava dagli anni '30, era scalfita rispetto all'epoca del suo splendore e per questo decise di far vedere al suo pubblico che nonostante questo era ancora in grado di prendere un testo ed essere convincente. L'album presenta brani sentimentali caratterizzati da meravigliosi archi condotti da Nelson Riddle, Gordon Jenkins e Don Costa. La sua voce lievemente invecchiata sembrava consona a questo tipo di canzoni, e ciò venne confermato da numerosi critici, che definirono She Shot Me Down come il miglior album di Frank Sinatra degli ultimi venticinque anni. L'album fu registrato l'8 aprile e il 10 settembre 1981, e venne pubblicato solo due mesi dopo, nel novembre 1981.

## Tracce
1. Good Thing Going (Stephen Sondheim) – 3:53
2. Hey Look, No Cryin' (Jule Styne, Susan Birkenhead) – 4:27
3. Thanks for the Memory (Leo Robin, Ralph Rainger) – 4:25
4. A Long Night (Alec Wilder, Loonis McGlohon) – 3:44
5. Bang Bang (My Baby Shot Me Down) (Sonny Bono) – 3:24
6. Monday Morning Quarterback (Don Costa, Pamela Phillips-Oland) – 4:38
7. South - To a Warmer Place (Wilder, McGlohon) – 3:45
8. I Loved Her (Gordon Jenkins) – 4:04
9. Medley: The Gal that Got Away / It Never Entered My Mind (Harold Arlen, Ira Gershwin)/(Lorenz Hart, Richard Rodgers) – 5:05